# Лухмановська (станція метро)
55°42′31″ пн. ш. 37°54′01″ сх. д. / 55.70861° пн. ш. 37.90028° сх. д.
«Лухмановська» (рос. Лухмановская) — станція Некрасовської лінії Московського метрополітену відкрита 3 червня 2019 року. Розташована між станціями «Вулиця Дмитрієвського» та «Некрасовка» у районі Косино-Ухтомський.

## Технічна характеристика
Конструкція станції — колонна трипрогінна мілкого закладення з однією острівною платформою.

## Колійний розвиток
Станція з колійним розвитком:
- 6-стрілочні оборотні тупики з боку станції «Некрасовка»;
- 3-я та 4-а станційні колії переходять в 2 одноколійні ССГ з електродепо «Руднево».

## Оздоблення
Оздоблення має відсилання до річки і захід Сонця; основними кольорами в оздобленні станції є сірий, бежевий і сіро-коричневий. Стеля станції покрита анодованими алюмінієвими панелями, підлога — темно-зеленим гранітом. Колійні стіни оздоблені помаранчевими декоративними панелями.